# Pave Stefan 6.
Stefan 6. (død august 897) var pave fra 22. maj 896 til sin død i 897. Han var blevet udnævnt til biskop af Anagni af pave Formosus. Omstændighederne omkring hans valg er ikke klarlagte, men han blev sponseret af en magtfuld romersk familie fra Spoleto, der arbejdede for at bemægtige sig pavesædet på dette tidspunkt. Pave Stefan er nok bedst kendt for i 897 at få opgravet sin forgænger Formosus' lig, for derefter at sætte ham for en kirkelig domstol. Hele forløbet blev senere kendt som "kadaversynoden".